# Besedické skály
Besedické skály je skalní oblast v CHKO Český ráj, rozkládající se na jižním a západním úbočí vrchu Sokol (562 m n. m.) nad údolím Jizery, nedaleko vsi Besedice. Skládá se z trojic skalních měst – Besedického, Kalicha a Chléviště.  

## Skalní města
- Besedické skalní město – rozkládá se v jihovýchodní části oblasti a zdejší věže dosahují výšky až 10 metrů. Nachází se zde i vyhlídka Vysoká skála s rozhledem na Klokočské skály a Trosky.

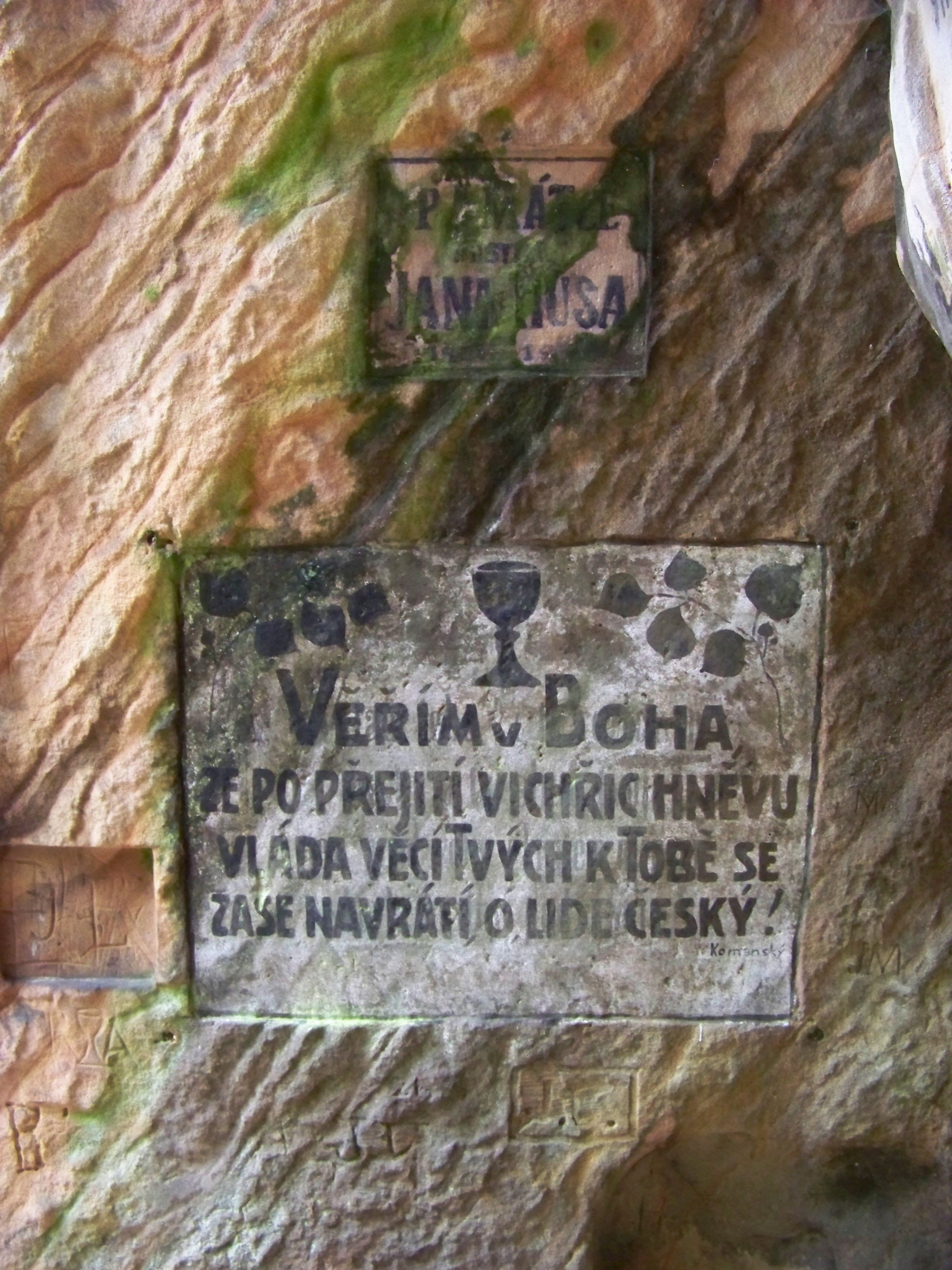
„Památce Mistra Jana Husa“. „Věřím v Boha, že po přejití vichřic hněvu vláda věcí Tvých k Tobě se zase navrátí, ó lide český!“

- Skalní město Kalich – zaujímá jižní část skal a jsou pro něj typické především skalní výklenky a zřícené bloky. Součástí je i bývalá skalní modlitebna s oltářem z roku 1634 s vyobrazeními veršů a kalichů. Po bitvě na Bílé hoře se ve skalách ukrývali čeští bratři a na tomto místě konali bohoslužby. Zde zaznamenané verše pochází z Kšaftu umírající matky Jednoty bratrské, díla J. A. Komenského.

- Skalní město Chléviště – je největším z trojice skalních měst v Besedických skalách a zaujímá západní úbočí Sokola. Vyznačuje se zejména skalními věžemi o výšce více než 20 metrů, v části se také nachází značné množství slují, puklinových jeskyní, soutěsek, průchodů a zřícených skalních bloků. Upravená místa vyhlídek umožňují rozhled po údolí Jizery, ale také na Vranovský hřeben a Ještěd. Z Husníkovy vyhlídky je možné vidět i Bezděz. Jednou ze zdejších památek je Sluj exulanta Václava Sadovského ze Sloupna. Dalšími vyhlídkami v oblasti jsou např. Hořákova vyhlídka, Vyhlídka Kde domov můj či již značně zarostlá Kinského vyhlídka.[1]